# Skämmö
Skämmö är en ö i Finland. Den ligger i Finska viken och i kommunen Ingå i den ekonomiska regionen  Raseborg i landskapet Nyland, i den södra delen av landet. Ön ligger omkring 56 kilometer väster om Helsingfors.
Öns area är 1,93 kvadratkilometer och dess största längd är 2 kilometer i sydöst-nordvästlig riktning. Ön höjer sig omkring 50 meter över havsytan.